# Lecidella enteroleucella
Lecidella enteroleucella är en lavart som först beskrevs av William Nylander och fick sitt nu gällande namn av Hannes Hertel. 
Lecidella enteroleucella ingår i släktet Lecidella och familjen Lecanoraceae. Inga underarter finns listade i Catalogue of Life.